# Mary Ann Cotton
Pour les articles homonymes, voir Cotton.
Mary Ann Cotton, née Robson (octobre 1832, Low Moorsley, comté de Durham - 24 mars 1873, prison de Durham), est une tueuse en série anglaise accusée d'avoir empoisonné, principalement à l'aide d'arsenic, plus de vingt et une personnes, dont une dizaine de ses propres enfants.

## Jeunesse
Mary Ann Robson est née en octobre 1832 dans le petit village anglais de Low Moorsley, comté de Durham, aujourd'hui Sunderland. Son enfance n'est pas heureuse : ses deux parents avaient moins de vingt ans lorsqu'ils se sont mariés et son père, Michael, un mineur, profondément religieux, élève Mary Ann avec une discipline très stricte.
Quand Mary Ann a huit ans, la famille déménage à Murton. La fillette fréquente une nouvelle école, où elle rencontre des difficultés pour se faire des amis. Peu après, son père se tue après avoir fait une chute de quarante-six mètres dans un puits de la mine de charbon du lieu.
Lorsqu'elle a quatorze ans, sa mère se remarie. Mary Ann n'aime guère son beau-père, Robert Scott, mais apprécie toutefois les choses que le salaire de celui-ci, supérieur à celui de feu son père, lui permet d'acheter. À seize ans, ne pouvant supporter plus longtemps la rigidité de l'éducation de son beau-père, elle quitte la maison familiale et trouve un travail d'infirmière chez Edward Potter à South Hetton, un village proche. Au bout de trois années de service, elle finit par rentrer chez sa mère. Elle suit alors une formation de couturière. C'est à cette époque qu'elle fait la rencontre d'un charbonnier, William Mowbray.

## Premier mari: William Mowbray
Mary Ann, âgée de vingt ans, épouse William Mowbray à Newcastle-upon-Tyne. Ils déménagent bientôt à Plymouth, Devon. Le couple aura cinq enfants, mais quatre d'entre eux meurent de fièvre gastrique ou de maux d'estomac. William et Mary Ann reviennent dans le nord-est, où ils ont trois autres enfants, dont aucun ne vit très longtemps. William devient contremaitre à la mine de charbon de South-Hetton, puis pompier à bord d'un bateau à vapeur. Il meurt d'un problème intestinal en janvier 1865. Il avait souscrit une assurance-vie auprès des assurances The British Prudential and Consolidated Assurance Company, ce qui permet à Mary Ann de toucher 35 £, l'équivalent de six mois de salaire d'un ouvrier.

## Second mari: George Ward
Peu après la mort de Mowbray, Mary Ann part pour Seaham Harbor, comté de Dunham, où elle entame une relation avec Joseph Nattrass. Il est alors fiancé à une autre femme. Mary Ann quitte Seaham Harbor après son mariage. Pendant ce temps, sa fille de trois ans et demi décède, la laissant avec seulement un enfant sur les neuf qu'elle avait eus. Nattrass n'a cependant pas disparu de la vie de Mary Ann. Celle-ci retourne dans le Sunderland et obtient un emploi d'infirmière dans un dispensaire. Elle envoie Isabella, la seule enfant qui lui reste, vivre chez sa grand-mère.
Georges Ward, l'un des patients du dispensaire, est ingénieur. Il épouse Mary Ann à Monkwearmouth en août 1865. Georges succombe en octobre 1866 d'une longue maladie, caractérisée par une paralysie et des problèmes intestinaux. Le médecin traitant de Georges, malgré les symptômes que présentait son patient, est étonné de la rapidité de sa mort. Une fois encore, Mary Ann touche une prime d'assurance-vie.

## Troisième mari: James Robinson
James Robinson est charpentier à Pallion, Sunderland. Après la mort de sa femme Hannah, il prend Mary Ann à son service comme femme de ménage en novembre 1866. Un mois plus tard, le bébé de James meurt des suites de problèmes gastriques. Mary Ann tombe alors enceinte, en même temps que sa propre mère, qui vit toujours à Seaham Harbour, tombe malade. Mary Ann se rend immédiatement à son chevet. Après une courte rémission, la malade commence à se plaindre de douleurs à l'estomac et finit par décéder, à l'âge de cinquante-quatre ans, le 9 juin, neuf jours après l'arrivée de sa fille Mary Ann.
La fille de Mary Ann, Isabella, issue du mariage avec William Mowbray, revient habiter avec sa mère dans la maison de Robinson. Elle ressent bientôt des douleurs d'estomac et meurt. Deux enfants de James suivent bientôt le même chemin. Les trois enfants sont inhumés pendant les deux dernières semaines d'avril 1867.
Quatre mois après, le père en deuil épouse Mary Ann. Ils ont une fille, Mary Isabelle, née en novembre 1867, laquelle ne tarde pas à tomber elle aussi malade avec des symptômes bien familiers. Elle meurt en mars 1868.
Entretemps, James devient soupçonneux devant l'insistance de sa femme pour qu'il souscrive une assurance-vie. Il a en effet découvert qu'elle a contracté à son insu des dettes d'un montant de 60 £ et qu'elle a dérobé plus de 50 £, argent qu'elle était supposée avoir déposé en banque.
Le comble est atteint lorsqu'il se rend compte qu'elle a forcé ses enfants à mettre en gage, à son bénéfice, divers objets de valeurs lui appartenant.

## Quatrième mari: Frederick Cotton
Mary Ann, à la rue, est désespérée. C'est alors que son amie Margaret Cotton lui présente son frère, Frederick, de Walbottle, Northumberland. Ce mineur, veuf depuis peu, a également subit la perte de deux de ses quatre enfants. Margaret joue le rôle de mère de substitution pour Frederick Jr. et Charles, les deux enfants survivants. Mais, en mars 1870, Margaret meurt d'une maladie gastrique indéterminée, laissant Mary Ann seule pour consoler Frederick. Bientôt, Mary Ann tombe enceinte pour la onzième fois.
Frederick et Mary Ann se marient en septembre 1870, rendant cette dernière bigame. Leur fils Robert naît début 1871. Peu après, Mary Ann apprend que son amant Joseph Nattrass habite un village à proximité, à West Auckland, et qu'il n'est plus marié. Elle renoue cette liaison et persuade sa famille de déménager près de lui. Frederick décède à son tour en décembre 1871, après une « fièvre gastrique » fatale. Une assurance-vie avait été prise à son nom et à celui de ses fils.

## Deux amants
Après la mort de Frederick, Nattrass devient vite le locataire de Mary Ann. Elle trouve un emploi d'infirmière auprès d'un agent des impôts qui se remettait de la variole, John Quick-Manning. Peu après, elle tombe enceinte de son douzième enfant.
Frederick Jr meurt en mars 1872, suivi peu après par le petit Robert. Et Nattrass contracte une fièvre gastrique, dont il ne se remettra pas, juste après avoir revu son testament en faveur de Mary Ann. La police d'assurance que Mary Ann avait prise sur la vie de Charles n'a pas encore été touchée.

## Mort de Charles Edward Cotton et enquête
La chute de Mary Ann vient de l'invitation d'un paroissien, Thomas Riley, qui lui demande d'aider les infirmières d'une femme atteinte de variole. Mary Ann se plaint que le dernier survivant des enfants Cotton, Charles Edward, l'importune sans cesse, et demande à Riley s'il peut engager celui-ci à l'hôpital. Riley, qui a aussi été assistant du légiste à West-Auckland, lui demande alors de l'amener. Mary Ann répond à Riley que l'enfant est malade et elle ajoute : « Je ne serai plus dérangée longtemps. Il va rejoindre le reste des Cotton. »
Riley répond : « Mais il n'y a pas de raison, c'est un garçon bien, en bonne santé ! » Il est très surpris d'apprendre, cinq jours plus tard, le décès du jeune garçon. Riley alerte alors la police et convainc le médecin de retarder l'établissement du certificat de décès jusqu'à ce que les causes de la mort soient établies.
Après la mort de Charles, la première idée de Mary Ann n'est pas de se rendre chez le médecin, mais au bureau d'assurances. Là, elle apprend qu'aucun argent ne sera débloqué avant la délivrance du certificat de décès. Une enquête est ouverte et la conclusion rendue par le jury est que l'enfant est mort de causes naturelles. Mary Ann déclare avoir utilisé de l'arrow-root pour le soulager et affirme que Riley a porté ces accusations pour avoir refusé ses avances.
Les journaux s'emparent de l'histoire et découvrent que Mary Ann a déménagé de nombreuses fois dans le nord de l'Angleterre et a perdu trois maris, un amant, une amie, sa mère et une douzaine d'enfants, tous morts de fièvres gastriques.

## Arrestation
La rumeur se transforme en soupçon. Une enquête médico-légale est ouverte. Le médecin qui avait suivi Charles avait gardé des échantillons, lesquels se révèlent positifs à l'arsenic. La police est alertée, et Mary Ann arrêtée. Le corps de Charles est exhumé. Mary Ann est accusée de meurtre. Mais le procès est repoussé après la naissance de l'enfant de John Quick-Manning.

## Procès et exécution
Le procès de Mary Ann Cotton débute le mercredi 5 mars 1873. Un nouveau délai est accordé à la suite d'un problème pour choisir le représentant du ministère public. C'est maître Aspinwall qui devait être nommé, mais le procureur général, sir John Duke Coleridge, préféra choisir son ami et protégé Charles Russell. Cette nomination fait l'objet de débats à la Chambre des communes. Elle est néanmoins acceptée, et c'est donc Russell qui conduit l'accusation. L'affaire Cotton est la première de nombreuses affaires d'empoisonnement auxquelles il sera associé tout au long de sa carrière, avec l'affaire Adelaïde Bartlett et Florence Maybrick, ainsi que de nombreuses autres affaires criminelles, comme celle de Patrick O'donnell, accusé du meurtre de James Carey, informateur dans l'affaire des meurtres de Phoenix Park.
La défense de ce procès est assurée par maître Thomas Campbell Foster. Selon ce dernier, Charles serait mort après avoir inhalé l'arsenic contenu dans la teinture utilisée pour le papier peint vert décorant la maison des Cotton. Le jury met une heure et demie avant de rendre son verdict et de juger Mary Ann coupable.
Le correspondant du Times rapporte le 20 mai : « Après sa condamnation, la malheureuse femme montra une forte émotion, mais celle-ci laissa place en quelques heures à son froid habituel, son attitude réservée, et bien qu'elle affiche la ferme conviction que la grâce royale lui sera accordée, elle affirme résolument son innocence pour le crime pour lequel elle a été condamnée. »
Plusieurs appels sont présentés au ministère de l'Intérieur, mais aucun ne sera retenu. Le 24 mars 1873, Mary Ann est pendue à la prison du comté de Dunham. Sa mort fut longue, car William Calcraft, le bourreau, utilisa une ancienne technique de pendaison, dite « petite chute », entraînant une mort plus lente que d'autres méthodes.

## Complainte
Mary Ann Cotton a sa propre complainte, chantée après son exécution en mars 1873.

« Mary Ann Cotton,

Elle est morte et elle est pourrie

Elle repose dans son lit,

Avec ses yeux grands ouverts

Chanter, chanter, que puis-je chanter,

Mary Ann Cotton est liée à une corde

Où ça, où ça ? Haut en l'air

Vendant des boudins noirs à un penny la paire. »

## Cinéma
- Dark Angel , mini série télévisée britannique.

## Sources
- (en) Arthur Appleton, Mary Ann Cotton : Her Story and Trial, Londres, Michael Joseph, 1973.  (ISBN 0 7181 1184 2)
- (en) Martin Connolly, Mary Ann Cotton : The North Eastern Borgia ?, West Auckland, Oakleaf Publishing, 2012.  (ISBN 9780957465107)
- (en) Judith Flanders, The Invention of Murder : How the Victorians Revelled in Death and Detection, London, Harper, 2011.  (ISBN 9780007248896)
- (en) The Times, rapports d'époque, 1872-1873.